# Saint-Rémy, Aveyron
Saint-Rémy är en kommun i departementet Aveyron i regionen Occitanien i södra Frankrike. Kommunen ligger  i kantonen Villeneuve som ligger i arrondissementet Villefranche-de-Rouergue. År 2022 hade Saint-Rémy 307 invånare.

## Befolkningsutveckling
Antalet invånare i kommunen Saint-Rémy
Referens: INSEE